# Општина Тезонапа (Веракруз)
Тезонапа (шп. Tezonapa) општина је у Мексику у савезној држави Веракруз. Општина се налази на надморској висини од 219 м.

## Становништво
Према подацима из 2010. у општини је живело 52584 становника.

### Хронологија
| Година       | 2000                  | 2005                  | 2010                  |
| ------------ | --------------------- | --------------------- | --------------------- |
| Становништво | 51006 (25320 / 25686) | 47878 (23323 / 24555) | 52584 (25931 / 26653) |

### Попис
| \| \| м \| \| \| ж \| \| 0—2 \| 1.582 \| \| \| 1.526 \| \| 3—5 \| 1.715 \| \| \| 1.570 \| \| 6—11 \| 3.617 \| \| \| 3.449 \| \| 12—14 \| 1.839 \| \| \| 1.720 \| \| 15—17 \| 1.712 \| \| \| 1.672 \| \| 18—24 \| 3.152 \| \| \| 3.458 \| \| 60+ \| 2.735 \| \| \| 2.772 \| \| Просек : \| 27,9 \| \| \| 28,7 \| |       |  |  |       |
| |       |  |  |       |
| | м     |  |  | ж     |
| 0—2 | 1.582 |  |  | 1.526 |
| 3—5 | 1.715 |  |  | 1.570 |
| 6—11 | 3.617 |  |  | 3.449 |
| 12—14 | 1.839 |  |  | 1.720 |
| 15—17 | 1.712 |  |  | 1.672 |
| 18—24 | 3.152 |  |  | 3.458 |
| 60+ | 2.735 |  |  | 2.772 |
| Просек : | 27,9  |  |  | 28,7  |

| #   | Индикатор                                                                                        | Вредност |
| --- | ------------------------------------------------------------------------------------------------ | -------- |
| 1   | Становништво од 0 до 2 године                                                                    | 3108     |
| 2   | Мушко становништво од 0 до 2 године                                                              | 1582     |
| 3   | Женско становништво од 0 до 2 године                                                             | 1526     |
| 4   | Становништво са 3 и више година                                                                  | 49458    |
| 5   | Мушко становништво са 3 и више година                                                            | 24341    |
| 6   | Женско становништво са 3 и више година                                                           | 25117    |
| 7   | Становништво са 5 и више година                                                                  | 47259    |
| 8   | Мушко становништво са 5 и више година                                                            | 23204    |
| 9   | Женско становништво са 5 и више година                                                           | 24055    |
| 10  | Становништво са 12 и више година                                                                 | 39107    |
| 11  | Мушко становништво са 12 и више година                                                           | 19009    |
| 12  | Женско становништво са 12 и више година                                                          | 20098    |
| 13  | Становништво са 15 и више година                                                                 | 35548    |
| 14  | Мушко становништво са 15 и више година                                                           | 17170    |
| 15  | Женско становништво са 15 и више година                                                          | 18378    |
| 16  | Становништво са 18 и више година                                                                 | 32164    |
| 17  | Мушко становништво са 18 и више година                                                           | 15458    |
| 18  | Женско становништво са 18 и више година                                                          | 16706    |
| 19  | Становништво од 3 до 5 година                                                                    | 3285     |
| 20  | Мушко становништво од 3 до 5 година                                                              | 1715     |
| 21  | Женско становништво од 3 до 5 година                                                             | 1570     |
| 22  | Становништво од 6 до 11 година                                                                   | 7066     |
| 23  | Мушко становништво од 6 до 11 година                                                             | 3617     |
| 24  | Женско становништво од 6 до 11 година                                                            | 3449     |
| 25  | Становништво од 8 до 14 година                                                                   | 8379     |
| 26  | Мушко становништво од 8 до 14 година                                                             | 4279     |
| 27  | Женско становништво од 8 до 14 година                                                            | 4100     |
| 28  | Становништво од 12 до 14 година                                                                  | 3559     |
| 29  | Мушко становништво од 12 до 14 година                                                            | 1839     |
| 30  | Женско становништво од 12 до 14 година                                                           | 1720     |
| 31  | Становништво од 15 до 17 година                                                                  | 3384     |
| 32  | Мушко становништво од 15 до 17 година                                                            | 1712     |
| 33  | Женско становништво од 15 до 17 година                                                           | 1672     |
| 34  | Становништво од 18 до 24 године                                                                  | 6610     |
| 35  | Мушко становништво од 18 до 24 године                                                            | 3152     |
| 36  | Женско становништво од 18 до 24 године                                                           | 3458     |
| 37  | Женско становништво од 15 до 49 година                                                           | 13507    |
| 38  | Становништво са 60 и више година                                                                 | 5507     |
| 39  | Мушко становништво са 60 и више година                                                           | 2735     |
| 40  | Женско становништво са 60 и више година                                                          | 2772     |
| 41  | Однос између мушкараца и жена                                                                    | 97.29    |
| 42  | Становништво од нуле до 14 година                                                                | 17018    |
| 43  | Становништво од 15 до 64 године                                                                  | 31573    |
| 44  | Становништво од 65 година и више                                                                 | 3975     |
| 45  | Просечан број деце                                                                               | 2.82     |
| 46  | Становништво рођено у ентитету                                                                   | 46839    |
| 47  | Мушко становништво рођено у ентитету                                                             | 23213    |
| 48  | Женско становништво рођено у ентитету                                                            | 23626    |
| 49  | Становништво рођено у другом ентитету                                                            | 5417     |
| 50  | Мушко становништво рођено у другом ентитету                                                      | 2546     |
| 51  | Женско становништво рођено у другом ентитету                                                     | 2871     |
| 52  | Становништво од 5 година и више резидентно у ентитету у јуну 2005. године                        | 45294    |
| 53  | Мушко становништво старосног доба од 5 година и више, резидентно у ентитету у јуну 2005. године  | 22096    |
| 54  | Женско становништво старосног доба од 5 и више година, резидентно у ентитету у јуну 2005. године | 23198    |
| 55  | Становништво од 5 година и више које је живело у другом ентитету у јуну 2005. године             | 1318     |
| 56  | Мушко становништво старије од 5 година које је живело у другом ентитету у јуну 2005. године      | 666      |
| 57  | Женско становништво старије од 5 година које је живело у другом ентитету у јуну 2005. године     | 652      |
| 58  | Становништво од 3 године и више које говори аутохтони језик                                      | 8878     |
| 59  | Мушко становништво старо 3 године и више које говори аутохтони језик                             | 4469     |
| 60  | Женско становништво старо 3 године и више које говори аутохтони језик                            | 4409     |
| 61  | Становништво од 3 године и више које говори аутохтони језик и не говори шпански језик            | 93       |
| 62  | Мушко становништво старо 3 године и више које говори аутохтони језик и не говори шпански         | 27       |
| 63  | Женско становништво старо 3 године и више које говори аутохтони језик и не говори шпански језик  | 66       |
| 64  | Становништво старо 3 године и више које говори аутохтони језик и шпански                         | 8478     |
| 65  | Мушко становништво старо 3 године и више које говори аутохтони језик и шпански                   | 4306     |
| 66  | Женско становништво старо 3 године и више које говори аутохтони језик и шпански                  | 4172     |
| 67  | Становништво од 5 година и више које говори аутохтони језик                                      | 8735     |
| 68  | Становништво од 5 година и више које говори аутохтони језик и не говори шпански језик            | 87       |
| 69  | Становништво од 5 година и више које говори аутохтони језик и говори шпански језик               | 8349     |
| 70  | Становништво у домородачким домаћинствима                                                        | 15374    |
| 71  | Становништво са ограничењима у активностима                                                      | 2202     |
| 72  | Становништво са ограниченим ходањем или кретањем, горе или доле                                  | 1096     |
| 73  | Становници са ограничењима вида, чак и уз кориштење сочива                                       | 583      |
| 74  | Становништво са ограничењима говора, комуникације или конверзације                               | 213      |
| 75  | Становништво са ограниченим слухом                                                               | 244      |
| 76  | Становништво са ограничењима при одевању, купању или јелу                                        | 64       |
| 77  | Становништво са ограничењима у опажању или учењу једноставних ствари                             | 90       |
| 78  | Становништво са менталним ограничењима                                                           | 217      |
| 79  | Становништво без ограничења активности                                                           | 49882    |
| 80  | Становништво од 3 до 5 година које не похађа школу                                               | 2098     |
| 81  | Мушко становништво од 3 до 5 година које не похађа школу                                         | 1094     |
| 82  | Женско становништво од 3 до 5 година које не похађа школу                                        | 1004     |
| 83  | Становништво од 6 до 11 година које не похађа школу                                              | 476      |
| 84  | Мушко становништво од 6 до 11 година које не похађа школу                                        | 261      |
| 85  | Женско становништво од 6 до 11 година које не похађа школу                                       | 215      |
| 86  | Становништво од 12 до 14 година које не похађа школу                                             | 508      |
| 87  | Мушко становништво од 12 до 14 година које не похађа школу                                       | 256      |
| 88  | Женско становништво од 12 до 14 година које не похађа школу                                      | 252      |
| 89  | Становништво од 15 до 17 година похађа школу                                                     | 1991     |
| 90  | Мушко становништво од 15 до 17 година похађа школу                                               | 981      |
| 91  | Женско становништво између 15 и 17 година живота у школи                                         | 1010     |
| 92  | Становништво од 18 до 24 године похађа школу                                                     | 1145     |
| 93  | Мушко становништво од 18 до 24 године похађа школу                                               | 529      |
| 94  | Женско становништво од 18 до 24 године похађа школу                                              | 616      |
| 95  | Становништво од 8 до 14 година које не може да чита и пише                                       | 751      |
| 96  | Мушко становништво старосног доба од 8 до 14 година које не може да чита и пише                  | 421      |
| 97  | Женско становништво старосног доби од 8 до 14 година које не може да чита и пише                 | 330      |
| 98  | Становништво од 15 година и више које је неписмено                                               | 6126     |
| 99  | Мушко становништво од 15 година и више које је неписмено                                         | 2518     |
| 100 | Женско становништво од 15 година и више које је неписмено                                        | 3608     |
| 101 | Становништво старо 15 и више година без школовања                                                | 5824     |
| 102 | Мушко становништво старо 15 и више година без школовања                                          | 2459     |
| 103 | Женско становништво старо 15 и више година без школовања                                         | 3365     |
| 104 | Становништво старосног доба 15 и више година са непотпуним основним образовањем                  | 9426     |
| 105 | Мушко становништво старосног доба од 15 година и више са непотпуном основним образовањем         | 4904     |
| 106 | Женско становништво старосног доба 15 и више година са непотпуном основним образовањем           | 4522     |
| 107 | Становништво старо 15 и више година са комплетним основним образовањем                           | 6439     |
| 108 | Мушко становништво старо 15 година и више са комплетним основним образовањем                     | 3107     |
| 109 | Женско становништво старо 15 и више година са комплетним основним образовањем                    | 3332     |
| 110 | Становништво старосног доба 15 и више година са непотпуним средњим образовањем                   | 1984     |
| 111 | Мушко становништво старосног доба од 15 година и више са непотпуним средњим образовањем          | 1040     |
| 112 | Женско становништво старосног доба од 15 година и више са непотпуним средњим образовањем         | 944      |
| 113 | Становништво старо 15 и више година са пуним секундарном образовањем                             | 5545     |
| 114 | Мушко становништво старосног доба од 15 година и више са пуним секундарном образовањем           | 2722     |
| 115 | Женско становништво старосног доба од 15 година и више са пуним секундарном образовањем          | 2823     |
| 116 | Становништво старије од 18 година са постосновним образовањем                                    | 5431     |
| 117 | Мушко становништво старије од 18 година са постосновним образовањем                              | 2544     |
| 118 | Женско становништво старије од 18 година са постосновним образовањем                             | 2887     |
| 119 | Просечна оцена школовања                                                                         | 5.84     |
| 120 | Просечан ниво образовања мушке популације                                                        | 5.89     |
| 121 | Просечан ниво образовања женског становништва                                                    | 5.79     |
| 122 | Економски активно становништво                                                                   | 17316    |
| 123 | Економски активна мушка популација                                                               | 14431    |
| 124 | Економски активна женска популација                                                              | 2885     |
| 125 | Становништво које није економски активно                                                         | 21602    |
| 126 | Мушко становништво које није економски активно                                                   | 4472     |
| 127 | Женско становништво које није економски активно                                                  | 17130    |
| 128 | Запослено становништво                                                                           | 16991    |
| 129 | Запослено мушко становништво                                                                     | 14174    |
| 130 | Запослено женско становништво                                                                    | 2817     |
| 131 | Незапослена популација                                                                           | 325      |
| 132 | Незапослена мушка популација                                                                     | 257      |
| 133 | Незапослена женска популација                                                                    | 68       |
| 134 | Становништво без права на здравствене услуге                                                     | 25477    |
| 135 | Становништво које има право на здравствене услуге                                                | 26967    |
| 136 | Становништво које има право на ИМСС                                                              | 9140     |
| 137 | Становништво које има право на социјално осигурање                                               | 969      |
| 138 | Становништво које има право на државно социјално осигурање                                       | 21       |
| 139 | Становништво које има право на опште осигурање или здравствено осигурање за нову генерацију      | 16056    |
| 140 | Становништво које је било једном или није било у браку током 12 година и више                    | 13818    |
| 141 | Венчано или уједињено становништво од 12 година и више                                           | 21628    |
| 142 | Становништво које је било у браку или уједињено 12 година и више                                 | 3612     |
| 143 | Становништво са католичком религијом                                                             | 44973    |
| 144 | Протестанти, еванђелисти и библијски следбеници различити од еванђелиста                         | 4995     |
| 145 | Становништво са другим религијама различитим од претходних                                       | 11       |
| 146 | Становништво без религије                                                                        | 1399     |
| 147 | Укупно пописаних домаћинства                                                                     | 13070    |
| 148 | Пописна домаћинства на челу са мушкарцима                                                        | 10144    |
| 149 | Пописна домаћинства на челу са женама                                                            | 2926     |
| 150 | Становништво у пописним домаћинствима                                                            | 52581    |
| 151 | Становништво у пописним домаћинствима на челу са мушкарцима                                      | 42934    |
| 152 | Становништво у пописним домаћинствима на челу са женама                                          | 9647     |
| 153 | Укупно домаћинстава                                                                              | 14955    |
| 154 | Укупно насељених домаћинстава                                                                    | 13071    |
| 155 | Укупно приватних кућа                                                                            | 14954    |
| 156 | Насељени приватни домови                                                                         | 13070    |
| 157 | Укупно насељених приватних кућа                                                                  | 13071    |
| 158 | Ненасељене приватне куће                                                                         | 1376     |
| 159 | Појединачна домаћинства за привремену употребу                                                   | 508      |
| 160 | Становници у насељеним приватним кућама                                                          | 52581    |
| 161 | Насељеност станара у приватним становима                                                         | 4.02     |
| 162 | Просечно становника по соби у приватним насељеним домаћинствима                                  | 1.31     |
| 163 | Појединачна домаћинства са подовима од различитих материјала од земље                            | 12173    |
| 164 | Појединачна домаћинства у приземљу                                                               | 868      |
| 165 | Појединачна домаћинства са једном спаваћом собом                                                 | 6612     |
| 166 | Појединачна домаћинства са две спаваће собе и више                                               | 6442     |
| 167 | Појединачна домаћинства са једним собом                                                          | 1580     |
| 168 | Појединачна домаћинства са две собе                                                              | 3832     |
| 169 | Појединачна домаћинства са 3 собе и више                                                         | 7633     |
| 170 | Појединачна домаћинства која имају електрично светло                                             | 12107    |
| 171 | Појединачна домаћинства која немају електрично светло                                            | 939      |
| 172 | Појединачна домаћинства која имају водоводну воду у стамбеном простору                           | 3830     |
| 173 | Појединачна домаћинства која немају водоводну воду у стамбеном простору                          | 9179     |
| 174 | Појединачна домаћинства која имају тоалет                                                        | 12185    |
| 175 | Појединачна домаћинства која имају канализацију                                                  | 7666     |
| 176 | Појединачна домаћинства која немају канализацију                                                 | 5341     |
| 177 | Појединачна домаћинства која имају електрично светло, довод воде из јавне мреже и канализацију   | 3350     |
| 178 | Појединачна домаћинства без икаквих услова                                                       | 1971     |
| 179 | Појединачна домаћинства која имају радио                                                         | 7733     |
| 180 | Појединачна домаћинства која имају телевизор                                                     | 9422     |
| 181 | Појединачна домаћинства која имају фрижидер                                                      | 6683     |
| 182 | Појединачна домаћинства која имају машину за веш                                                 | 3460     |
| 183 | Појединачна домаћинства која имају аутомобил или комби                                           | 2036     |
| 184 | Појединачна домаћинства која имају рачунар                                                       | 654      |
| 185 | Појединачна домаћинства која имају фиксну телефонску линију                                      | 1641     |
| 186 | Појединачна домаћинства која имају мобилни телефон                                               | 2131     |
| 187 | Појединачна домаћинства која имају приступ интернету                                             | 328      |